# Parafia Najświętszego Serca Pana Jezusa w Szczawie
Parafia Najświętszego Serca Pana Jezusa w Szczawie – parafia rzymskokatolicka należąca do dekanatu łąckiego w diecezji tarnowskiej, znajdująca się w Szczawie. Opiekę nad nią sprawują księża diecezjalni.
Odpust parafialny obchodzony jest w parafii dwukrotnie: w niedzielę po uroczystości Serca Jezusa oraz w niedzielę po 15 sierpnia (tzw. odpust partyzancki).
Proboszczem parafii jest ks. mgr Leon Królczyk.

## Historia parafii
Duszpasterstwo w Szczawie zaczęło się rodzić przed wojną, kiedy to w 1932 księża z parafii Przemienienia Pańskiego i Nawiedzenia Najświętszej Maryi Panny w Kamienicy, do której ta miejscowość należała, rozpoczęli odprawiać Msze św. dla miejscowych w tzw. białej kapliczce św. Floriana. W czasie II wojny światowej na Msze schodzili tu partyzanci działający w okolicznych lasach, wspierani i dożywiani przez mieszkańców Szczawy. Już w 1958 decyzją biskupa Jana Stepy wydzielono w Szczawie osobną rezydenturę duszpasterską z macierzystej parafii Kamienica. Dopiero jednak kolejny biskup tarnowski – Jerzy Ablewicz oficjalnie erygował parafię w dniu 6 grudnia 1980. W tym samym roku rozpoczęto budowę drewnianego kościoła parafialnego. Na początku lat 90. XX wieku podjęto decyzję o budowie nowej świątyni murowanej, która przejęła funkcję głównego kościoła w parafii. Nabożeństwa są w niej sprawowane od 2000 roku.

## Proboszczowie
- ks. Edward Fąfara (1980–1995)
- ks. Zygmunt Warzecha (1995–2007)
- ks. Leon Królczyk (od 2007)[1]